# احتجاجات حرب غزة في نيوزيلندا
منذ اندلاع حرب غزة في 7 أكتوبر 2023، أقيمت فعاليات احتجاجية مؤيدة للفلسطينيين ومؤيدة لإسرائيل في العديد من المراكز النيوزيلندية بما في ذلك أوكلاند، وويلينغتون، وكرايستشيرش، وبالمرستون نورث، ونيلسون، ودونيدن. ودعا المتظاهرون المؤيدون للفلسطينيين، ومن بينهم زعيم شبكة التضامن مع فلسطين في نيوزيلندا جون مينتو ‏، إلى وقف إطلاق النار في غزة وتعليق العلاقات والروابط الدبلوماسية والاقتصادية والمؤسسية بين نيوزيلندا وإسرائيل. وشملت حملات الاحتجاج البارزة محاولة حصار موانئ أوكلاند، وأحداث احتجاجية في العديد من الحرم الجامعي في منتصف عام 2024، وخط ساخن مثير للجدل يستهدف الزوار الإسرائيليين في سن التجنيد في يناير 2025.
وقد نظمت شخصيات مؤيدة لإسرائيل، مثل زعيم كنيسة ديستني ‏ بريان تاماكي ‏، احتجاجات مضادة مؤيدة لإسرائيل في مختلف أنحاء نيوزيلندا. وقد سعت هذه المنظمات إلى التعبير عن دعمها للأفعال الإسرائيلية ومواجهة معاداة السامية المزعومة.

## الجدول الزمني للأحداث

### 2023

#### أكتوبر
في 15 أكتوبر/تشرين الأول، نظم متحف أوكلاند التذكاري للحرب عرضًا ضوئيًا بألوان علم إسرائيل للتعبير عن التضامن مع إسرائيل والمدنيين المتضررين من الهجمات الإرهابية. وردا على ذلك، تجمع نحو 100 من أنصار الفلسطينيين خارج المتحف وغطوا الأضواء بالسترات والأعلام. وحدثت مشادة كلامية بينهم وبين مجموعة من المؤيدين لإسرائيل. وانتقد ناشطون محليون مؤيدون للفلسطينيين، ومن بينهم المؤسس المشارك لمنظمة «أصوات يهودية بديلة» مارلين جارسون، وجانفري واكيم، وزعيم شبكة التضامن مع فلسطين في أوتياروا جون مينتو ‏، عرض الأضواء في المتحف، ووصفوه بأنه متحيز و«غير حساس» تجاه الفلسطينيين. وأصدر الرئيس التنفيذي للمتحف ديفيد ريفز بعد ذلك بيانًا يعتذر فيه «عن الضيق والأذى الذي تسبب فيه لأعضاء مجتمعنا». وقد انتقدت المتحدثة باسم المجلس اليهودي النيوزيلندي، جولييت موسى، اعتذار ريف، ووصفت الاحتجاج بأنه «مخيب للآمال للغاية» ووصفت اعتذار المتحف بأنه خيانة.

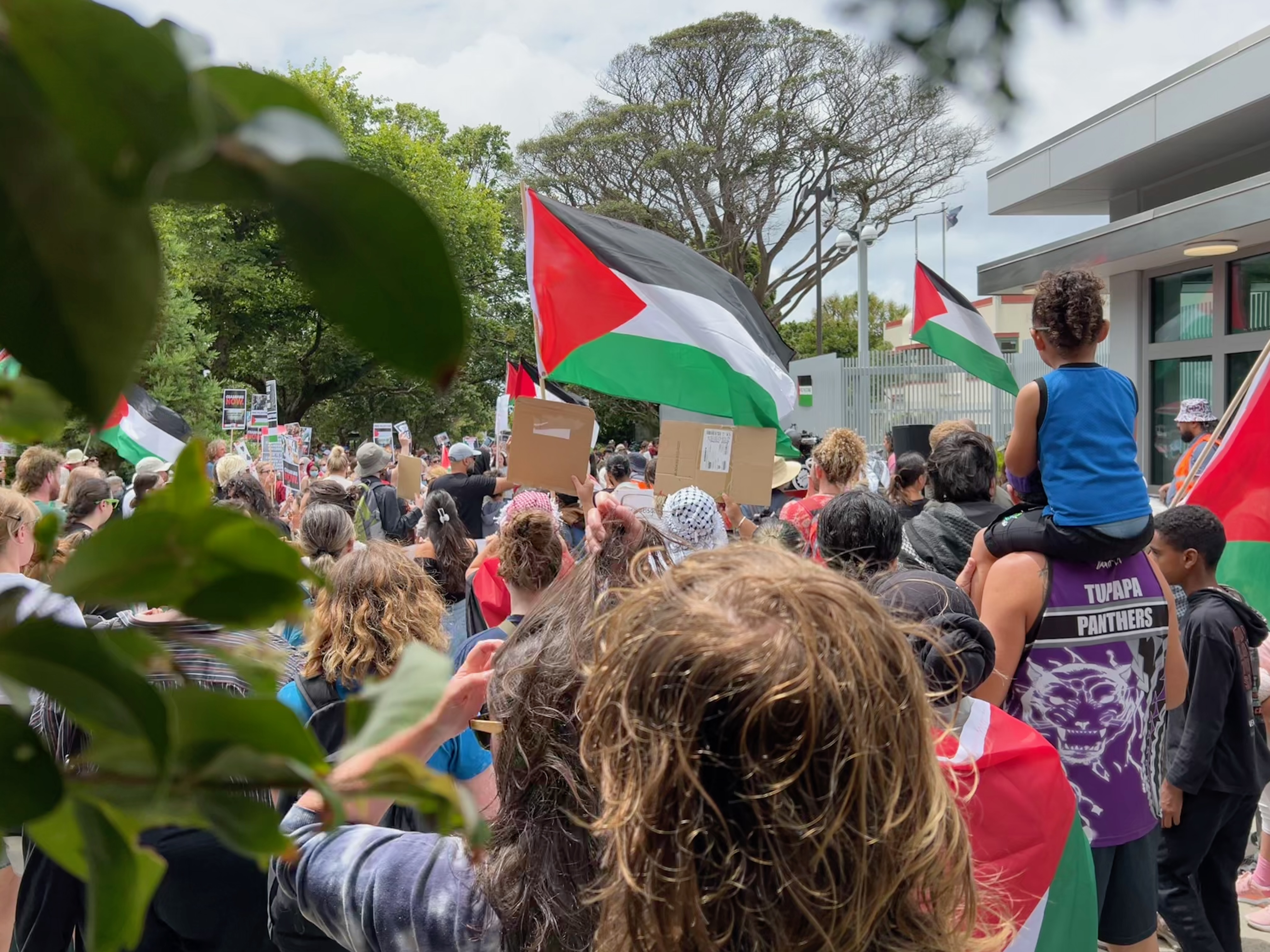
مسيرة احتجاجية من السفارة الأمريكية في ويلينغتون لدعم فلسطين في عام 2024

في أوكلاند، تجمع مئات المتظاهرين في ساحة أوتيا ‏ في 21 أكتوبر، ولوح المتظاهرون علم فلسطين بالإضافة إلى لافتات تقول «وقف إطلاق النار» و«تحرير فلسطين». بالإضافة إلى ذلك، حضر الآلاف أيضًا مسيرات مماثلة في مراكز حضرية أخرى بما في ذلك هاملتون، وكرايستشيرش، ووانجانوي، ونيو بلايموث، وويلينجتون، وبالمرستون نورث.
في 28 أكتوبر/تشرين الأول، شارك آلاف المتظاهرين في مسيرات تضامنية مع فلسطين في أوكلاند، وهاملتون، ونابير، وبالمرستون نورث، ووانجانوي، ونيلسون، وكرايستشيرش، ودونيدن. وطالبت هذه المظاهرات بوقف فوري لإطلاق النار في الصراع بين حماس وإسرائيل وإدخال المساعدات الإنسانية إلى غزة.
في 29 أكتوبر/تشرين الأول، نظّم المتظاهرون المؤيدون لإسرائيل مسيراتٍ في جميع أنحاء نيوزيلندا. وفي ساحة أوتيا بأوكلاند، طالب حشدٌ كبيرٌ بالإفراج عن الرهائن الإسرائيليين في غزة.

#### نوفمبر
في 7 نوفمبر/تشرين الثاني، تجمع نحو 100 متظاهر متضامن مع فلسطين أمام متحف أوكلاند التذكاري للحرب. غطوا أضواء المتحف بورق السيلوفان الأحمر والأخضر، وأضاءوا المبنى بألوان العلم الفلسطيني.
في يوم 11 نوفمبر/تشرين الثاني، تظاهر نحو 300 متظاهر متضامن مع فلسطين انطلاقاً من محمية متحف ‏ دنيدن إلى المثمن. كما حمل عدد من المتظاهرين العلم الفلسطيني وعلم تينو رانغاتيراتانجا ‏. وحضر المسيرة المتحدث باسم شبكة التضامن مع فلسطين ريناد تميمي، والمحاضر في جامعة أوتاجو الدكتور أوليفر جوتيل، ورئيس بلدية دنيدن السابق آرون هوكينز ‏.
في 12 نوفمبر/تشرين الثاني، تجمع المتظاهرون المتضامنون مع فلسطين في ساحة أوتيا في أوكلاند لتكرار دعواتهم لوقف إطلاق النار الإنساني في غزة. ودعا رئيس جمعية الخدمة العامة في أمريكا الشمالية مينتو رئيس الوزراء المنتهية ولايته كريس هيبكينز ورئيس الوزراء القادم كريستوفر لوكسون إلى دعم الدعوات الدولية لوقف إطلاق النار. ألقت الشرطة القبض على ثلاثة أشخاص من بينهم رجل يُزعم أنه اعتدى على طفل يتراوح عمره بين خمس وست سنوات بعد مظاهرة ساحة أوتيا.
في 14 نوفمبر/تشرين الثاني، قام أعضاء مجموعة التضامن مع فلسطين «تاماكي من أجل فلسطين» برش طلاء أحمر على مكتب وزارة الشؤون الخارجية والتجارة في أوكلاند والقنصلية العامة للولايات المتحدة في أوكلاند احتجاجًا على مقتل المدنيين الفلسطينيين. وألقت الشرطة القبض بعد ذلك على شخص واحد فيما يتعلق بالتخريب. في الثاني والعشرين من نوفمبر/تشرين الثاني، قامت مجموعة «تاماكي من أجل فلسطين» برش طلاء أحمر على مكاتب سبعة سياسيين من الحزب الوطني وحزب العمال في أوكلاند، بما في ذلك رئيس الوزراء المعين كريستوفر لوكسون وزعيم حزب العمال ديفيد سيمور، وذلك لرفضهم الدعوة إلى وقف إطلاق النار في غزة أو إدانة تصرفات إسرائيل.
في 23 نوفمبر/تشرين الثاني، قام المتظاهرون المؤيدون للفلسطينيين بحصار موانئ أوكلاند في محاولة لتعطيل نقل البضائع الإسرائيلية. وطالب المتظاهرون أيضًا بوقف إطلاق النار في غزة ومقاطعة التجارة مع إسرائيل. ألقت الشرطة القبض على ستة متظاهرين لقيامهم بتعطيل عمليات الميناء.
في 25 نوفمبر/تشرين الثاني، ألقت الشرطة القبض على لوسي روجرز، إحدى المتظاهرات المضادات، لمحاولتها، كما زُعم، «استفزاز» المتظاهرين المؤيدين للفلسطينيين في أوكلاند. كانت روجرز محامية دفاع جنائي، وكانت قد رفعت لافتة كُتب عليها «الإدانة الانتقائية للإبادة الجماعية شر»، واتهمت الشرطة باستغلال انتهاك قوانين السلام لإسكات حرية التعبير المشروعة.

#### ديسمبر
وفي الخامس من ديسمبر/كانون الأول، تجمع مئات المتظاهرين المؤيدين للفلسطينيين خارج البرلمان النيوزيلندي لحث وزير الخارجية ونستون بيترز على المطالبة بوقف إطلاق النار الفوري والدائم في غزة. تم تنظيم الاحتجاج من قبل منظمة العدالة من أجل فلسطين وأصوات يهودية بديلة وتزامن مع افتتاح البرلمان واحتجاج يوم العمل الوطني للماوري. بالإضافة إلى ذلك، دعت أحزاب العمال والخضر والماوري إلى وقف إطلاق النار.
في السابع من ديسمبر/كانون الأول، نظم زعيم كنيسة ديستني، [الإنجليزية] برايان تاماكي [الإنجليزية]، مظاهرة مؤيدة لإسرائيل شارك فيها 400 شخص على أرض البرلمان النيوزيلندي. عارضت مظاهرة تاماكي الدعوات لوقف إطلاق النار وقدمت عريضة إلى عضو البرلمان عن مقاطعة العاصمة الأسترالية سيمون كورت ‏ تدعو إلى تصنيف حماس وحزب الله كمنظمات إرهابية وطرد أعضاء البرلمان الداعمين لهما. ردًا على ذلك، نظم أعضاء تحالف بونيكي المناهض للفاشية احتجاجًا مضادًا خارج المحكمة العليا في نيوزيلندا ‏ في لامبتون كواي ‏.
في 22 ديسمبر/كانون الأول، قام ناشط مؤيد للفلسطينيين يرتدي زي بابا نويل بسكب طلاء أحمر في بهو المصعد في المبنى الذي يضم السفارة الإسرائيلية في ويلينغتون. 

### 2024

#### يناير
وفي نيلسون، نظم أعضاء المجتمع الفلسطيني احتجاجات أسبوعية أيام السبت على مدى فترة ثلاثة أشهر. في 11 يناير/كانون الثاني، اعتدى رجل على المتظاهرة المؤيدة للفلسطينيين كيري سورينسن-تيرير في ضاحية ريمويرا في أوكلاند، وضربها على وجهها بعمود. في 12 يناير، ألقت الشرطة القبض على الرجل بتهمة «التسبب في إصابة بإهمال متهور».
في أواخر يناير 2024، تظاهر أعضاء مجموعة ناشطي الشؤون الخارجية تي كواكا وشبكة التضامن مع فلسطين والشباب الفلسطيني أوتياروا (PYA) خارج قاعدة ديفونبورت البحرية ‏ في أوكلاند للاحتجاج على دعم نيوزيلندا للغارات الجوية الأنجلو أمريكية على أهداف الحوثيين في اليمن عام 2024 وحث حكومة نيوزيلندا على الدعوة إلى وقف إطلاق النار الإنساني في غزة.

#### فبراير
في 6 فبراير/شباط 2024، قام 60 متظاهرًا متضامنًا مع الفلسطينيين بإغلاق حركة المرور خارج ميناء ليتلتون، مطالبين الحكومة بالدعوة إلى وقف إطلاق النار في غزة وانتقاد الإجراءات الإسرائيلية. كما قاموا بإغلاق نفق وسكب سائل على الطريق. ألقت الشرطة القبض على سبعة أشخاص لقيامهم بعرقلة حركة المرور. انتقد نيل سكوت، سكرتير شبكة التضامن مع فلسطين، الشرطة بسبب معاملتها القاسية للمحتجين، ودعا إلى إجراء تحقيق في رد فعل الشرطة.
في 18 فبراير، واجه المتظاهرون المتضامنون مع فلسطين وحقوق المتحولين جنسياً رئيس الوزراء لوكسون خلال مهرجان (بالإنجليزية: Big Gay Out) السنوي في ضاحية بوينت شيفالييه ‏ في أوكلاند، مما دفعه إلى الانسحاب.

#### مارس–مايو
في 15 مارس/آذار، نظم 20 متظاهرا متضامنا مع فلسطين اعتصاما أمام مكتب وزارة الخارجية والتجارة النيوزيلندي في أوكلاند، مطالبين بإنهاء الأعمال العدائية ودعوا حكومة نيوزيلندا إلى منح تأشيرات إنسانية خاصة لضحايا الحرب الفلسطينيين.
في الأول من مايو 2024، نظم أعضاء فرع جامعة أوكلاند لطلاب من أجل العدالة في فلسطين احتجاجًا على أرض الجامعة تضامنًا مع الاحتجاجات المؤيدة للفلسطينيين في عام 2024 في الحرم الجامعي. في الرابع من مايو/أيار، نظم نحو 30 متظاهرًا، من بينهم مينتو، احتجاجًا مفاجئًا أمام مقر إقامة وزير الخارجية ونستون بيترز، مطالبين نيوزيلندا بإعادة تمويل الأونروا وقطع العلاقات الدبلوماسية مع إسرائيل. في السابع من مايو/أيار، صوت مجلس مقاطعة وانجانوي، ‏ بما في ذلك رئيس البلدية أندرو تريب، على الدعوة إلى وقف إطلاق نار دائم في غزة، وأدان «كل أعمال العنف والإرهاب ضد المدنيين من جميع الجهات».
في 12 مايو، تظاهر 1000 متظاهر في منطقة الأعمال المركزية في أوكلاند ‏ لإحياء ذكرى يوم النكبة. في 16 مايو، احتج العديد من المجموعات بما في ذلك أصوات اليهود البديلة، وطلاب العدالة من أجل فلسطين بونيكي، والعمل السلمي في ويلينغتون ‏، وتحالف بونيكي المناهض للفاشية خارج نادي ويلينغتون، الذي كان يستضيف حدثًا للاحتفال بتأسيس إسرائيل. اتهم المذيع ومؤسس المنصة شون بلانكيت المتظاهرين بالسلوك التخويفي والاعتداء.
في 20 مايو، أعلن الممثل السابق في مسلسل شارع شورتلاند التلفزيوني ويل ألكسندر أنه سيبدأ إضرابًا عن الطعام احتجاجًا على دعم حكومة نيوزيلندا المزعوم للإبادة الجماعية المزعومة التي ترتكبها إسرائيل ضد الفلسطينيين في غزة. في 21 مايو، اعتصم 60 طالبًا ومتظاهرًا غير طلابي في مقر جامعة كانتربري في كرايستشيرش للمطالبة بسحب استثمارات الجامعة من إسرائيل.
في 23 مايو، احتج الطلاب والموظفون تضامنًا مع فلسطين في العديد من الجامعات بما في ذلك جامعة كانتربري، وجامعة أوكلاند، وجامعة وايكاتو، وجامعة فيكتوريا في ويلينغتون، وجامعة أوتاجو، وجامعة ماسي. في 29 مايو/أيار، أقر مجلس مدينة دنيدن ‏ اقتراحًا يحث الحكومة النيوزيلندية على إنشاء تأشيرات خاصة للاجئين الفلسطينيين بهامش 14 صوتًا مقابل صوت واحد.

#### يونيو
في 27 يونيو/حزيران 2024، حضر المئات في ويلينغتون «التجمع الوطني لدعم غزة»، الذي نظمه المتحدث باسم الحزب ياسر عبد العال. ودعا التجمع الحكومة النيوزيلندية إلى إدانة إسرائيل وفرض عقوبات عليها، والاعتراف بالدولة الفلسطينية، ومنح تأشيرات طارئة لعائلات النيوزيلنديين الفلسطينيين في غزة، وزيادة تمويل الأونروا. وحضرت التجمع كلوي سواربريك، الزعيمة المشاركة لحزب الخضر.

#### سبتمبر–ديسمبر
في 26 سبتمبر/أيلول، احتج 100 شخص خارج السفارة الإسرائيلية في ويلينغتون ردًا على التصعيد في الصراع بين إسرائيل وحزب الله في لبنان.
في السابع من أكتوبر/تشرين الأول، نظمت كنيسة ديستني والمتظاهرون المتضامنون مع فلسطين احتجاجات متنافسة خارج مقر هيئة الإذاعة والتلفزيون النيوزيلندية العامة لإحياء ذكرى الهجوم الذي شنته حماس على غزة. في 9 أكتوبر/تشرين الأول، دعا 200 متظاهر متضامن مع الفلسطينيين، من بينهم طلاب وأعضاء هيئة التدريس، جامعة أوتاجو إلى إدانة «الإبادة الجماعية في غزة» وتعليق التعاون مع الجامعات والشركات الإسرائيلية. وأدى الاحتجاج إلى تعليق محاضرة لنائب المستشار جرانت روبرتسون. تم القبض على طالب بعد مشادة مع حارس أمن الحرم الجامعي بالقرب من مجمع برج الساعة ‏. في 13 أكتوبر/تشرين الأول، نظم المتظاهرون المتضامنون مع فلسطين اعتصاما أمام المؤتمر السنوي لحزب نيوزيلندا الأول في هاميلتون. قام ثمانية متظاهرين بتعطيل خطاب زعيم الحزب وينستون بيترز قبل أن يقوم المنظمون بإبعادهم. كما ألقت الشرطة القبض على شخصين آخرين بتهمة دفع عضو البرلمان عن حزب نيوزيلندا الأول شين جونز.
في يوم 11 ديسمبر/كانون الأول، نظم المتظاهرون المؤيدون للفلسطينيين والمؤيدون لإسرائيل مسيرات متنافسة على حديقة البرلمان النيوزيلندي. نظمت شبكة التضامن مع فلسطين في أوتياروا «تجمعًا وطنيًا أوتياروا من أجل غزة» في ويلينغتون وسلمت عريضة إلى أعضاء البرلمان من حزب العمال والخضر والماوري. وقد ضمت المظاهرة المؤيدة لإسرائيل العديد من أعضاء كنيسة ديستني، وكان يدعمها زعيم الكنيسة تاماكي، وعضو البرلمان عن حزب العاصمة الأسترالية سيمون كورت ‏، وعضو البرلمان الوطني السابق ألفريد نجارو ‏.

### 2025

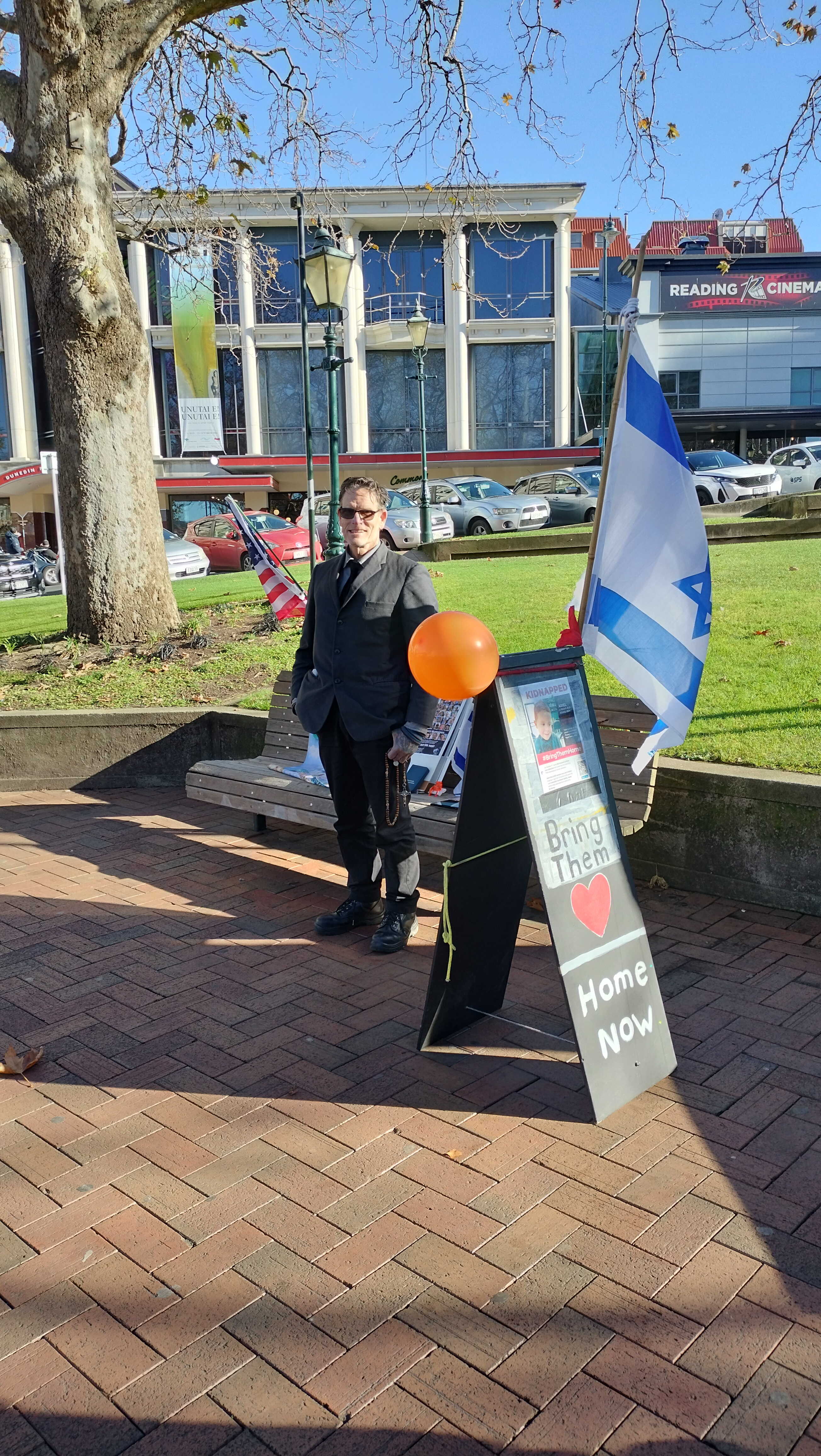
متظاهر مؤيد لإسرائيل في ساحة أوكتاغون بمدينة دنيدن في مايو 2025

في أواخر يناير/كانون الثاني، جذب رئيس جمعية الخدمة العسكرية في أمريكا الشمالية جون مينتو انتباه وسائل الإعلام وأثار الجدل بعد أن أنشأت منظمته خطاً ساخناً للنيوزيلنديين للإبلاغ عن المواطنين الإسرائيليين في سن التجنيد الذين كانوا يقضون عطلاتهم في نيوزيلندا رداً على الحرب بين إسرائيل وحماس. ووصفت المتحدثة باسم المجلس اليهودي في نيوزيلندا ‏ جولي موزس الخط الساخن بأنه «تحريض على العنف» و«عدالة أهلية»، في حين قالت المتحدثة باسم مركز الهولوكوست في نيوزيلندا ديب هارت إن ذلك من شأنه أن يعرض المجتمع اليهودي في نيوزيلندا للخطر. ووصف ستيفن راينبو، المفوض الأعلى لحقوق الإنسان، ‏ الخط الساخن بأنه «قد يكون ضارًا» للشعب الإسرائيلي واليهودي في نيوزيلندا، في حين دعت مفوضة العلاقات العرقية [الإنجليزية] ميليسا ديربي النيوزيلنديين إلى دعم التماسك الاجتماعي. وقد ردد وزير الخارجية وينستون بيترز وعضو البرلمان عن إقليم العاصمة الأسترالية سيمون كورت ‏ انتقادات مماثلة، حيث قالا إن الخط الساخن من شأنه أن يعزز الاستبداد والسلوك التخويف ضد الإسرائيليين واليهود. ردًا على الانتقادات، نفى مينتو أن تكون حملة الخط الساخن معادية للسامية، لكنه قال إنها كانت تهدف إلى «إرسال رسالة إلى الجنود الإسرائيليين مفادها أن المجتمع النيوزيلندي لا يدعم أفعالهم». وبحلول 29 يناير، تلقت لجنة حقوق الإنسان حوالي 100 شكوى بشأن منشور رقمي صادر عن شبكة التضامن مع فلسطين يروج لحملة الخط الساخن.
في 15 فبراير/شباط، قام 20 متظاهراً مؤيداً للفلسطينيين بقيادة سام بوسهارد باحتجاج أمام ندوة مسيحية صهيونية أقيمت في كنيسة كورنرستون الدولية للكتاب المقدس في شارع فيليل في دنيدن. ركز المتحدثان بيري وشيري تروتر ‏ على تحدي الانتقادات الموجهة لإسرائيل وما يسمى بلاهوت الاستبدال. كما عمل بوسهارد مع عضو الكنيسة سام مانجاي للتأكد من عدم وجود أي مشاكل بين المجموعتين.
في أسبوع التوجيه ‏ بجامعة أوتاجو في نهاية شهر فبراير، رفضت جمعية الطلاب (OUSA) السماح لمطعم دومينوز بيتزا بالحصول على مكان في حدث (بالإنجليزية: Ten City). كانت نقابة موظفي الولايات المتحدة الأمريكية قد تبنت بشكل غير رسمي موقف مقاطعة إسرائيل وسحب الاستثمارات منها وفرض العقوبات عليها، كما كان لشركة دومينوز موقف واضح مؤيد لإسرائيل. طُلب من شاحنة دومينوز التي وصلت لتوزيع البيتزا المجانية أن تغادر. أدت شكويان رسميتان من الطلاب إلى قيام اتحاد طلاب جامعة أوتاغو بإحالة سياسة المقاطعة وسحب الاستثمارات وفرض العقوبات إلى هيئة الطلاب للتشاور وتلقي الملاحظات.
في الرابع من مارس/آذار، عقد أربعون متظاهراً مؤيداً للفلسطينيين تجمعاً في وقت الغداء في ساحة أوكتاغون ‏ في دنيدن للاحتجاج على شكوى تقدمت بها مجموعة المناصرة المؤيدة لإسرائيل، معهد إسرائيل في نيوزيلندا (IINZ)، ضد حملة محلية لسلامة الحافلات تظهر فيها فتاة تبلغ من العمر 15 عاماً ترتدي كوفية. ألقت الشرطة القبض على رجل يبلغ من العمر 23 عامًا بتهمة الاعتداء على اثنين من المتظاهرين ودوس أحدهما. أدان المتحدث باسم معهد نيوزيلندا للأبحاث النووية ديفيد كومين الاعتداء ووصفه بأنه مروع. أطلق مجلس منطقة أوتاجو ‏، بالاشتراك مع مجلس شباب دنيدن ومجلس طلاب دنيدن، حملة سلامة الحافلات في يناير 2025 بعد مقتل المراهقة المحلية إينير تانا ماكلارين في مايو 2024. أوقف المجلس الحملة لفترة وجيزة في أوائل شهر مارس بعد أن اشتكى معهد إسرائيل من ارتداء مراهق للكوفية في ملصق حملة.
في 22 مارس/آذار، نظمت منظمة كامبريدج من أجل فلسطين، وهي منظمة تابعة لشبكة التضامن مع فلسطين في أوتياروا، احتجاجًا في كامبريدج. تم تصوير المحامي بول فيشر المؤيد لإسرائيل وهو يهاجم المتظاهرين المؤيدين للفلسطينيين لفظيًا. وأعلنت شانيل لال ‏، كاتبة العمود السابقة في صحيفة نيوزيلندا هيرالد وطالبة القانون، وأنجيلا سيلفيا، عضو منظمة فلسطين وايكاتو، أنهما ستقدمان شكاوى بشأن سلوك فيشر إلى نقابة المحامين في نيوزيلندا ‏.
في 23 مارس، قام المتظاهرون المؤيدون للفلسطينيين والمؤيدون لإسرائيل إلى جانب المتظاهرين المؤيدين والمعارضين لسباق السلوقي باحتجاج أمام زعيم حزب نيوزيلندا الأول ونائب رئيس الوزراء وينستون بيترز أثناء إلقائه خطاب حالة الأمة في مسرح جيمس هاي في كرايستشيرش. قامت الشرطة بمراقبة الاحتجاجات وألقت القبض على عشرة أفراد بتهمة تعطيل خطاب بيترز.